# الكاليفورني (فلم)
الكاليفورني (بالإنجليزية: The Californian) هو فيلم أبيض وأسود أمريكي غربي إنتاج عام 1937 من إخراج جوس مينس وكتبه جوردون نيويل وجيلبرت رايت. الفيلم من بطولة ريكاردو كورتيز ومارجوري ويفر وكاثرين ديميل وموريس بلاك ومورجان والاس ونيجل دي برولييه. تم إصدار الفيلم في 18 يوليو 1937 بواسطة توينتيث سينشوري ستوديوز.

## روابط خارجية
- الكاليفورني  في قاعدة بيانات الأفلام على الإنترنت (بالإنجليزية)